# مقاطعة تشيكماغوشيفسكي
مقاطعة تشيكماغوشيفسكي ((الروسية: Чекмагу́шевский райо́н). (بالبشكيرية: Саҡмағош районы)) هي مقاطعة إدارية  وبلدية  (ريون)، واحدة من أربعة وخمسين في جمهورية باشكورتوستان، روسيا. وهي تقع في غرب الجمهورية والحدود مع مقاطعة ديورتيولينسكي في الشمال، مقاطعة كوشنارينكوفسكي في الشرق، مقاطعة Blagovarsky في الجنوب الشرقي، مقاطعة Buzdyaksky في الجنوب، مقاطعة شارانسكي في الجنوب الغربي، مقاطعة Bakalinsky في الغرب، ومع مقاطعة إليشيفسكي في الشمال الغربي. تبلغ مساحة المقاطعة 1,692 كيلومتر مربع (653 ميل2). في المركز الإداري هو المكان الريفية (أ سيلو) من تشيكماغوش. اعتبارا من تعداد عام 2010، كان مجموع سكان المقاطعة   30,780، مع سكان تشيكماغوشتمثل 37.0 ٪ من هذا العدد.

## التاريخ
تأسست المقاطعة في عام 1930. 

## الوضع الإداري والبلدي
في إطار التقسيمات الإدارية، تعد مقاطعة تشيكماغوشيفسكي واحدة من أربعة وخمسين مقاطعة في جمهورية باشكورتوستان.  تنقسم المقاطعة إلى ثلاثة عشر selsoviets، التي تضم ثمانية وسبعين التجمعات الريفية. كقسم للبلدية، تم دمج المقاطعة كمقاطعة بلدية تشيكماغوشيفسكي.  تم دمج ثلاثة عشر سلعة في ثلاثة عشر مستوطنة ريفية داخل المقاطعة البلدية. يُعد selo of Chekmagush بمثابة المركز الإداري لكل من المقاطعة الإدارية والبلدية.